# Göc
Göc (románul Ghiolț) egykor önálló település, ma Cege településrésze Romániában, Kolozs megyében.

## Története
1305-ben említik először az oklevelek, Geuch néven.
Középkorban római-katolikus magyar lakossága volt, amely a reformáció idején felvette a református vallást. Ekkor önálló egyházközség volt, kőtemplommal.
1602-ben Giorgio Basta katonái feldúlták a falut, sok lakost lemészároltak. Ezt követően lakossága annyira megfogyatkozott, hogy a hívek lecsökkent létszáma miatt az egyházközség megszűnt és filiaként Cegéhez csatolták.
1658-ban a tatárok égetik fel a falut, ezután főként románok költöztek be a faluba.
Temploma 1887-ben még - romos állapotban - állt, majd később teljesen elpusztult.
A trianoni békeszerződésig Szolnok-Doboka vármegye Kékesi járásához tartozott.
1910-ben 569 lakosából 495 román, 53 magyar, 16 német és 5 egyéb nemzetiségű volt. Utolsó magyar lakosa 2023-halt meg.

## Híres emberek
- Itt született 1927-ben Lőrinczi Miklós élelmiszeripari mérnök, természettudományi szakíró.